# Felisa Wolfe-Simon
Felisa Wolfe-Simon és una científica estatunidenca especialitzada en geomicrobiologia i astrobiologia ha treballat per la NASA i el Servei geològic dels Estats Units (US Geological Survey). Ha estudiat la coevolució de la vida a Mart i la Terra.
Es va doctorar l'any 2006. La seva recerca s'ha centrat en la microbiologia evolutiva i en les vies metabòliques exòtiques. Ha portat a terme el descobriment de bacteris extremòfils com el GFAJ-1 que segons un estudi de Wolfe-Simon, posteriorment criticat i desmentit per altres científics, era el primer exemple d'ADN amb arsènic en comptes del fòsfor de la resta d'éssers vius.

## Publicacions
- F. Wolfe, K. Kroeger and I. Valiela (1999). Increased lability of estuarine dissolved organic nitrogen from urbanized watersheds. Biological Bulletin. 197:290-292.
- Wolfe-Simon F., Grzebyk D., Schofield O., Falkowski P. G. «The role and evolution of superoxide dismutase in algae». Journal of Phycology, 41, 3, 2005, pàg. 453–465. DOI: 10.1111/j.1529-8817.2005.00086.x.
- F. Wolfe-Simon (2006). The Role and Evolution of Superoxide Dismutases in Algae. Ph.D. Thesis. Rutgers Graduate Program in Oceanography.
- Wolfe-Simon F., Starovoytov V., Reinfelder J.R., Schofield O., Falkowski P. G. «Localization and role of manganese superoxide dismutase in a marine diatom». Plant Physiology, 142, 4, 2006, pàg. 1701–1709. DOI: 10.1104/pp.106.088963. PMC: 1676035. PMID: 17056755.
- Davies P.C.W., Benner S.A., Cleland C.E., Lineweaver C.H., McKay C.P., Wolfe-Simon F. «Signatures of a Shadow Biosphere». Astrobiology, 9, 2, 2009, pàg. 241–249. Bibcode: 2009AsBio...9..241D. DOI: 10.1089/ast.2008.0251. PMID: 19292603.
- J.B. Glass, F. Wolfe-Simon, and A.D. Anbar (2009). Coevolution of marine metal availability and nitrogen assimilation in cyanobacteria and algae. Geobiology. 7: 100-123.
- F. Wolfe-Simon, P.C.W. Davies and A.D. Anbar (2009). Did nature also choose Arsenic? International Journal of Astrobiology. 8: 69-74.
- R.S. Oremland, C.W. Saltikov, F. Wolfe-Simon, and J.F. Stolz (2009). Arsenic in the evolution of Earth and extraterrestrial ecosystems. Geomicrobiology Journal. 26: 522 - 536.
- Johnston D.T., Wolfe-Simon F., Pearson A., Knoll A.H. «Anoxygenic photosynthesis modulated Proterozoic oxygen and sustained Earth's middle age». Proceedings of the National Academy of Sciences, 106, 40, 2009, pàg. 16925–16929. Bibcode: 2009PNAS..10616925J. DOI: 10.1073/pnas.0909248106. PMC: 2753640. PMID: 19805080.
- J.B. Glass, F. Wolfe-Simon, J.J. Elser and A.D. Anbar (2010). Molybdenum-nitrogen colimitation in heterocystous cyanobacteria. Limnology and Oceanography. 55: 667-676.
- Chauhan D, Folea IM, Jolley CC, et al. «A Novel Photosynthetic Strategy for Adaptation to Low-Iron Aquatic Environments». Biochemistry, 50, 5, febrer 2011, pàg. 686–692. DOI: 10.1021/bi1009425. PMID: 20942381.
- Felisa Wolfe-Simon, Jodi Switzer Blum, Thomas R. Kulp, Gwyneth W. Gordon, Shelley E. Hoeft, Jennifer Pett-Ridge, John F. Stolz, Samuel M. Webb, Peter K. Weber, Paul C. W. Davies, Ariel D. Anbar and Ronald S. Oremland «A Bacterium That Can Grow by Using Arsenic Instead of Phosphorus». Science, 332, 6034, 2010, pàg. 1163–6. Bibcode: 2011Sci...332.1163W. DOI: 10.1126/science.1197258. PMID: 21127214.
- Wolfe-Simon, Felisa; Blum, Judy Switzer; Kulp, Thomas R.; Gordon, Gwyneth W.; Hoeft, Shelley E.; Pett-Ridge, Jennifer; Stolz, John F.; Webb, Samuel M.; Weber, Peter K. «Response to Comments on "A Bacterium That Can Grow Using Arsenic Instead of Phosphorus"» (PDF). Science, 27-05-2011. Bibcode: 2011Sci...332.1149W. DOI: 10.1126/science.1202098 [Consulta: 30 maig 2011].